# James Baldwin-Webb
Pour les articles homonymes, voir James Baldwin, Baldwin et Webb.
James Baldwin-Webb, né le 5 février 1894 et mort le 17 septembre 1940, est un homme politique britannique.

## Biographie
Il grandit dans le Warwickshire et travaille pour Baldwin's, entreprise de quincaillerie appartenant à sa famille maternelle. Au début de la Première Guerre mondiale il intègre la Royal Army Service Corps (en). Posté sur le front de l'Ouest en 1915, il est rattaché à une unité d'artillerie dans les tranchées et participe notamment à la bataille de la Somme. Après la guerre il retourne travailler pour l'entreprise familiale, dont il devient directeur général dans les années 1920. Dans le même temps, il poursuit un service à mi-temps dans la RASC, et y atteint le grade de colonel en 1932,.
Aux élections législatives anticipées de 1931, il est le candidat du Parti conservateur dans la circonscription de The Wrekin (dans le Shropshire), qu'il ravit à la députée travailliste Edith Picton-Turbervill. Si lors de sa première allocution à la Chambre des communes il appelle le gouvernement d'union nationale de Ramsay MacDonald à réduire autant que possible les dépenses publiques pour assainir l'économie frappée par la Grande Dépression, en février 1933 il dépose une motion à la Chambre demandant au gouvernement d'aider les autorités locales à initier des travaux publics productifs pouvant créer des emplois ; il suggère également des aides financières aux agriculteurs ou bien une politique protectionniste. Il conserve son siège aux élections de 1935,.
Âgé de 45 ans au début de la Seconde Guerre mondiale, il n'est pas rappelé à l'armée, mais rejoint comme volontaire l'unité médicale franco-britannique Ambulance Hadfield-Spears (AHS), dont il devient ensuite le secrétaire honoraire. C'est à ce titre qu'en septembre 1940 il prend place à bord du vaisseau passager SS City of Benares en route vers le Canada où il espère lever des fonds pour l'AHS. Le SS City of Benares est torpillé et coulé par un sous-marin allemand. Blessé au visage lors de l'explosion initiale, James Baldwin-Webb demeure à bord du vaisseau en perdition, aidant à diriger les enfants et les femmes vers les embarcations de sauvetage et vérifiant leurs gilets de sauvetage avant qu'ils n'embarquent. Il meurt noyé lorsque les dernières embarcations ont quitté le navire. L'attaque allemande contre le SS City of Benares fait grand bruit car ce bateau transportait des enfants britanniques pour les amener à l'abri au Canada, et la plupart sont tués par l'explosion de la torpille ; le Comité de réception à l'étranger des enfants est alors dissous,,,. 
James Baldwin-Webb est l'un des cinquante-six parlementaires britanniques morts à la Seconde Guerre mondiale et commémorés par un vitrail au palais de Westminster.